# Fauglia
Fauglia – miejscowość i gmina we Włoszech, w regionie Toskania, w prowincji Piza.
Według danych na rok 2004 gminę zamieszkiwały 3124 osoby, 74,4 os./km².